# Slaveri i Serbien
Slaveri i Serbien syftar på förekomsten av slaveri inom det område som sedan kom att utgöra Serbien. 

## Historik
Under antiken förekom slaveri bland illyrerna som bebodde det senare Serbien. Under den romerska tiden reglerades slaveriet enligt principerna om slaveri i Romerska riket, och under medeltiden utifrån lagarna om slaveri i Bysantinska riket. Omkring sekelskiftet 600 upphörde det bysantinska väldet när området övertogs av slaviska stammar. 

### Medeltiden
Under medeltiden bildades självständiga stater i Serbien så som Furstendömet Serbien (768–969), Storfurstendömet Serbien (1090–1217), Kungariket Serbien (1217–1346), Serbiska tsardömet (1346–1371) och Despotatet Serbien (1402–1459).  
Under de serbiska staternas tid tycks samma typ av slaveri ha förekommit i Serbien som i det närliggande Bulgarien: slavarna kallades otroks  och beskrivs som bönder utan egen jord som brukade godsägarens jord och som kunde köpas och säljas, men även var verksamma som hantverkare i städerna. 
I Serbien reglerades slaveriet på 1300-talet enligt Stefan Dusans lagkod.

### Osmanska tiden
Under Serbiens tid som provins under det Osmanska riket (1400-talet-1804) reglerades slaveriet under de lagar som gällde för slaveri i Osmanska riket. Provinsen utsattes då för devschirme. När Serbien blev fritt från Osmanska riket upphörde slaveriet.